# فاطمه بداغی
فاطمه بداغی سیاست‌مدار اصولگرای ایرانی است. او در دوران ریاست جمهوری محمود احمدی‌نژاد، به سمت معاون حقوقی رئیس‌جمهور منصوب شد و عضو ستادملی زن‌‌ و خانواده است.
بداغی پیش از آن معاون آموزش و پژوهش مرکز امور مشاوران و وکلای قوه قضاییه و نماینده دستگاه قضایی در شورای فرهنگی اجتماعی زنان بود. او مشاور قضایی رئیس قوه قضائیه ایران نیز بود.